# Oosterhout
Oosterhout ( udtale ?) er en kommune og en by i den sydlige provins Noord-Brabant i Nederlandene.

## Kernerne
Baarschot, Den Hout, Dorst, Eind van den Hout, Groenendijk, Heikant, Heistraat, Hespelaar, Oosteind, Oosterhout, Seters, Steelhoven, Steenoven, Ter Aalst, Vijfhuizen en Vrachelen.